# Mickey Rourke
Mickey Rourke (született Philip Andre Rourke) (Schenectady, New York állam, 1952. szeptember 16. –) BAFTA- és Golden Globe-díjas amerikai színész, ökölvívó.
Fiatal korában bokszolt, majd az 1990-es évek elején, rövid profi ökölvívói évek után befejezte sportpályafutását.

## Élete

### Gyermekkora
Mickey Rourke Philip Andre Rourke néven született, Schenectadyben, New York államban. Részben ír, részben francia származású. Szülei Ann és idősebb Philip Andre Rourke.
Családjával Florida államba költözött, ahol a Miami Beach Senior gimnáziumba járt. Játszott az iskolai baseballcsapatban, Skip Bertman edző irányításával. Gimnáziumi évei alatti színi tevékenysége nagyrészt ismeretlen. A fennmaradt adatok szerint, Rourke színjátszó órákra járt a legendás „Sztárok tanárához”, Jay W. Jensenhez, és legalább egy színdarabban fel is lépett. „P. Rourke”, aki a darab szereplistáján szerepel, viszont akár a nővére is lehetett Patricia Rourke, aki szintén a Miami Beach Senior gimnáziumba járt.
Rourke korai éveiben inkább a sportok iránt mutatott érdeklődést. Veszélyes környéken nevelkedett, ezért önvédelmi edzésekre járt a Miami Boys Clubba. Itt tanult meg bokszolni és indult el amatőr ökölvívói karrierje. 12 évesen megnyerte első bokszmeccsét, pehelysúlyban, a maga 53,5 kilójával (118 font). Első meccsein André Rourke néven indult.
Bokszedzéseit a híres 5th Street Gymben folytatta, Miami Beachben, majd csatlakozott a „Rendőr Atléta Liga” ökölvívó programhoz (Police Athletic League). 1969-ben Rourke, most már 63,5 kilósan (140 font), megküzdött a volt könnyűsúlyú világbajnokkal Luis Rodriguezszel, aki az első számú középsúlyú ökölvívó volt a világon, és a világbajnok Nino Benvenuti elleni meccsre Készült, de agyrázkódást szenvedett az edzőmérkőzésen.
1971-ben, a Floridai Golden Glovesben, újra agyrázkódást kapott egy meccsen. Orvosai azt tanácsolták, hogy legalább egy évet pihenjen, így átmenetileg megvált az ökölvívástól. 1964-től 1972-ig tartó amatőr pályafutását 20 győzelemmel (ebből 16 kiütés) és 6 vereséggel zárta. Négy alkalommal diszkvalifikálták, kétszer bírói döntéssel. Előfordult, hogy 12 egymást követő mérkőzésen első-menetes kiütést hajtott végre.
Amatőr ökölvívóként, jóban volt Tommy Torino profi ökölvívóval, így amikor, tíz év hollywoodi színészkedés után eldöntötte, hogy mint profi visszatér az ökölvíváshoz, ő promotálta valamennyi mérkőzését, s a volt profi ökölvívó, Freddie Roach edzette a Miami Beach-i 5th Street Gymben és az Outlaw Boxing Club Gymben, Los Angelesben. Profiként, debütáló meccsével még csak 250, de pályafutásának második éve végére már egymillió dollárt keresett. Megjelent a World Boxing Magazine címlapján, 1994 júniusában. Megmérkőzött a világbajnok James Toney-val, John David Jacksonnal, és Tommy Morrisonnal. 16 profi mérkőzést akart végigküzdeni, mielőtt indult volna a világbajnoki címért, azonban hét meccs után visszavonult, és soha sem kapott lehetőséget a hőn vágyott címmérkőzésre. Ökölvívói karrierje alatt komoly arcsérüléseket szenvedett, amelyek után, jó pár sebészi beavatkozással kellett rendbe hozzák az arcát.

### Pályafutása
Rourke filmszínészi bemutatkozása egy kis szerep volt Steven Spielberg Meztelenek és bolondok című filmjében. Annak ellenére, hogy a A test melege című film nem az első szerepe volt, a benne nyújtott alakítása – gyújtogatóként – kellően magára vonta a közfigyelmet, rövid jelenete ellenére.
Az 1980-as évek elején Rourke szerepet kapott Az étkezde című filmben, amely azóta kultuszfilmmé nőtte ki magát. A filmben még szerepet kapott Paul Reiser, Daniel Stern, Steve Guttenberg, Tim Daly és Kevin Bacon. Barry Levinson rendezte, aki az Esőember című filmjéről világhíres. A főszereplők többsége világsztár lett. Nemsokára Rourke-nak lehetősége adódott, hogy szerepeljen Francis Ford Coppola A kívülállók c. film folytatásaként forgatott Rablóhalban. Matt Dillon karakterének titokzatos bátyját alakítva, kiemelkedő teljesítménye kitűnt a filmben, amiben olyan kiváló tehetségek szerepeltek, mint Dennis Hopper, Vincent Spano, Diane Lane, Nicolas Cage, Chris Penn, Larry Fishburne és Tom Waits.
Rourke alakítása Az alvilág pápája című filmben Daryl Hannah és Eric Roberts oldalán fölkeltette a kritikusok figyelmét is. Míg a forgalomba hozatala idején a film nem váltotta be a producerek várakozásait; igazi csőd volt, később kisebb kultuszfilmmé nőtte ki magát. A színész Johnny Depp a „tökéletes mozinak” nevezte és az HBO Törtetők című tévésorozat is dicsérte. Rourke bevallotta, hogy ez a kedvenc filmje, ahogyan Hannah és Roberts is ezt tartják a karrierjük csúcspontjának.
A 80-as évek közepén, Rourke több filmben is főszerepet kapott. A Kim Basingerrel forgatott, az ellentmondásos szexualitás témájával foglalkozó kasszasiker, a 9 és 1/2 hét meghozta neki a szexszimbólum státuszát. Kiváló kritikákat kapott a Törzsvendégben, Henry Chinaski, alkoholista író alakításáért és hasonló dicséreteket az Michael Cimino rendezte A sárkány éve című filmért. A kritikusok megegyeznek abban, hogy legjobbat az 1987-es Angyalszívben nyújtotta. Ezt az Alan Parker-rendezte filmet sokan vitatták a szexjelenetei miatt.
Az 1980-as évek végén Rourke együttműködött David Bowie-val a Never Let Me Down című albumán. Ugyanebben az időben megírta első forgatókönyvét, A hallgatag bunyóst, ez a történet egy ökölvívóról szól, akit ő alakított a filmben. 1991-ben szerepelt a Harley Davidson és Marlboro Man akciófilmben, mint Harley Davidson motoros, akinek legjobb barátját, Marlborót, a Miami Vice-ból ismert filmcsillag, Don Johnson játszotta. Annak ellenére, hogy a film óriási bukás volt, később megtalálta a nézői körét. Rourke színészi karrierjét beárnyékolta a magánélete és a furcsa karrierdöntései. A rendezők, mint például Alan Parker, nehéznek találták a Rourke-kal való munkát. Parker állította, hogy „Mickey-vel dolgozni rémálom. Nagyon veszélyes a forgatáson, mivel soha sem tudod, mit fog tenni”. Állítólag jó pár kiváló fölkérésre nemet mondott, szerepet vállalt olyan „soft-core” felnőtt-témájú filmekben, mint a Vad orchideák, amelyek negatív hatással voltak színészi hírnevére.

### Színészből ökölvívó
1991-ben, Rourke eldöntötte, hogy visszatér az ökölvíváshoz, mert úgy érezte, hogy a filmezés tönkreteszi és színészként nem becsülte magát. Profi ökölvívóként minden mérkőzését megnyerte a kisebb ellenfelek ellen (és egy mérkőzése döntetlen lett). Amellett, hogy nemzeti szinten nem nyújtott kimagasló teljesítményt, pár komoly sérülést szerzett, beleértve az orr-, lábujj-, bordatörést, a felhasadt nyelvet, és az összenyomott arccsontot. Ökölvívó karrierje alatt a Hells Angels-tag Chuck Zito volt az edzője.
Az ökölvívás szervezői állították, hogy Rourke túl koros ahhoz, hogy teljesíteni tudjon a legjobb küzdők ellen. Ö maga is bevallotta, hogy a szorítóba lépést egyfajta önértékelésnek tekintette: „Én csak ki akartam próbálni magamat fizikailag, amig még volt időm” (interjú Christopher Hearddel, The Gate). 1995-ben végleg visszavonult az ökölvívástól, és visszatért a színészethez.

### 1990-es évek: visszatérés a színészethez
1990-es évek elején, Quentin Tarantino felkínálta Rourke-nak Butch Coolidge szerepét a Ponyvaregényben. Rourke elutasította, és a szerepet utána Matt Dillonnak és Sylvester Stallonenak ajánlották, mielőtt Bruce Willis beleinvesztált a filmbe és megkapta a szerepet. Az ökölvívástól való visszavonulása után Rourke elvállalt szerényebb szerepeket pár 1990-es filmben, mint például John Grisham Az esőcsináló, Vincent Gallo Buffalo '66, avagy Megbokrosodott teendők, Steve Buscemi Állati kiképzés és Sylvester Stallone Get Carter filmjében.
Igaz, hogy Rourke jelentős szerepet kapott a Terrence Malick-rendezte Az őrület határán című filmben, de végül Rourke az ő része a vágószoba hulladékgyűjtőjében végezte.[forrás?] Később ezt a kidobott filmet használta fel Woodie Allen a Sci-fi-szerzők Nemzetközi Szövetségének Philipp K. Dick díjával kitüntetett, de csúfosan megbukott Dream Sweat Sleep című felnőtt pszicho-horrorjában. A film érdekessége, hogy kizárólag mások által kidobott részekből vágta össze a rendező. Mickey mintegy huszonöt percet szerepel ebben a filmben, többnyire kimerevített vagy lassított képen, hangulati aláfestésként egy dramaturgiailag fontos disznóölés véres jelenetei helyett.[forrás?] Rourke szintén vállalt egy kisebb szerepet az Egy nehéz nap című filmben, amelyben egy alattomos rendőrt alakít. Egyik legérdekesebb szerepe az 1997-ben forgatott Nyerő párosban volt, ahol Jean-Claude Van Damme volt a partnere. Ez volt Rourke első nagy sikerű akciófilmes szerepe, amelyben ő alakította a fő negatív hőst. 1998-ban a Good side of a Battery című filmben viszont a pozitív főhős szerepét alakíthatta volna, de az addigra szétplasztikázott arca az alapvetően gyermekfilmnek készült mozi csúfos bukását okozta, mivel a kiskorú nézők nem találták eléggé ingergazdagnak az akkoriban bemutatott Batman hőseihez képest.

### 2000-es évek
2000-ben Rourke elvállalta egy drogkészítő szerepét Jonas Akerlund A por című filmjében, így megint Eric Robertsszel egy filmben játszhatott. 2001-ben a gonosz szerepét alakította Enrique Iglesias Hero című videóklipjében. Ebben látszott a fiatal színésznő, Jennifer Love Hewitt is. Első együttműködése Robert Rodríguez és Tony Scott rendezőkkel a Volt egyszer egy Mexikó és A tűzben edzett férfi voltak, ezekben kisebb szerepeket vállalt. Mindazonáltal a rendezőpáros következésképpen úgy döntött, hogy Rourke-ot válogatják be a következő filmjeikbe, de most már vezérkarakterként.
2005-ben sikerült visszakapaszkodnia Hollywood krémjébe (Marv) szerepével a Robert Rodríguez-rendezte Frank Miller képregény adaptációjában, a Sin Cityben. Rourke díjat kapott a Chicagói Filmkritikusok Egyesületétől (Chicago Film Critics Association), az IFTA-tól és az Online Filmkritikusok Társaságától (Online Film Critics Society) is, és szintén besöpörte az „Év embere” (Man of the Year) címet a Total Film magazintól. Rourke a Sin City után egy fejvadász mellékszerepét vállalta Tony Scott Domino című filmjében Keira Knightley oldalán.
Rourke Armand „feketerigó” Degas-t alakította Elmore Leonard Killshot adaptációjában, és Darrius Sayle szerepét az Alex Rider novella adaptációjában, Az első bevetésben. Szintén meg fog jelenni Ray Liotta oldalána a John McNaughton rendezte The Night Jobban, melyet éppen forgatnak, akárcsak ismét Marv szerepében a Sin City 2ben.
2003-ban Rourke a hangját kölcsönözte Jericho figurájának a Driver című animációs játékban. Nemrég szintén megjelent egy 40 oldalas riportban Bryan Adams fotográfus által a Berlini Zoo Magazine-ban. A Rourke visszatéréséről a filmszerepekhez szóló cikkben, Mickey Rourke Emelkedése (Mickey Rourke Rising), Christopher Heard említést tesz olyan színészekről/zenészekről, mint Tupac Shakur Johnny Depp, Sean Penn és Brad Pitt, dicsérik Rourke munkásságát.
Annak ellenére, hogy egy időre visszavonult a színészettől, és hogy olyan filmekben vállalt szerepet, melyekre ma úgy tekint vissza mint kreativitásszegény darabokra (mint például a Harley Davidson és Marlboro Man), Rourke azt állítja „Minden, amin keresztül mentem, jobb és érdekesebb színészt faragott belőlem.” Rourke állítja, hogy „…a legjobb szerepem még vár rám.” (The Gate cikk).
Mickey aláírta a szerződést a The Informers című filmben egy erkölcstelen volt biztonsági őr szerepére, aki gyerekrablást tervez, azonban a filmet mégsem forgatták le, mert Rourke családja tiltakozott a szerep ellen.
Mickey szintén szerződött a A pankrátor című filmre, amely egy kiégett birkózóról szól. A szerepet eredetileg Nicolas Cage-nek ajánlották, de ő visszautasította ismeretlen okok miatt. Mickey elkezdett profi birkózás edzésekre járni, a forgatás közben megnyerte a National Convention of the Pancrator-emitators (Legjobb Imitátor) díját. 2009-ben Golden Globe-díjat kapott az alakításért, és Oscar-díjra is jelölték, azonban azt Sean Penn vihette haza.
2009 decemberében az 57 éves Rourke megkérte a 24 esztendős orosz barátnője, Elena Kuletskaya kezét, aki igent mondott. A pár februárban szeretett egymásba. Az esküvőt 2010 áprilisában tartották meg.

### Eddigi együttműködései
Karrierje alatt Rourke olyan rendezőkkel dolgozott, mint Steven Spielberg, Lawrence Kasdan, Francis Ford Coppola, Barry Levinson, Stuart Rosenberg, Nicolas Roeg, Michael Cimino, Adrian Lyne, Alan Parker, Mike Hodges, Barbet Schroeder, Walter Hill, Tsui Hark, Terrence Malick, Jonas Akerlund, Wong Kar Wai, Tony Scott, Robert Rodríguez és John Madden, akárcsak olyan színészekből lett rendezőkkel, mint Sean Penn, Vincent Gallo és Steve Buscemi.

### Politikai és vallási nézetei
Rourke politikai nézetei akkor kerültek előtérbe, amikor is azt állította, hogy az 1989-es Ferenc című filmért kapott fizetésének egy részét a Ír Köztársasági Hadseregnek (Provisional Irish Republican Army) adta. Később visszavonta állítását, bár van egy IRA jelkép a jobb alkarjára tetoválva. 2006-ban, Rourke kinyilvánította a republikánus párti elnök, George W. Bush támogatását. Rourke ír-francia eredetű amerikai családba született, és máig hívő római katolikus.

## Filmográfia

### Film
| Év   | Magyar cím                                | Eredeti cím                          | Szerep                                           | Magyar hang            |
| ---- | ----------------------------------------- | ------------------------------------ | ------------------------------------------------ | ---------------------- |
| 1979 | Meztelenek és bolondok                    | 1941                                 | Reese közlegény                                  |                        |
| 1980 | A mennyország kapuja                      | Heaven's Gate                        | Nick Ray                                         | Maday Gábor            |
| 1980 |                                           | Fade to Black                        | Richie                                           |                        |
| 1981 | A test melege                             | Body Heat                            | Teddy Lewis                                      | Faragó József          |
| 1982 | Az étkezde                                | Diner                                | Robert 'Boogie' Sheftell                         | Barabás Kiss Zoltán    |
| 1983 | Rablóhal                                  | Rumble Fish                          | motoros fiú                                      | Láng Balázs            |
| 1984 | Az alvilág pápája                         | The Pope of Greenwich Village        | Charlie                                          | Jakab Csaba            |
| 1984 | Az alvilág pápája                         | The Pope of Greenwich Village        | Charlie                                          | Tarján Péter           |
| 1984 | Heuréka                                   | Eureka                               | Aurelio D'Amato                                  | Nagy Ervin             |
| 1985 | A sárkány éve                             | Year of the Dragon                   | Stanley White                                    | Szakácsi Sándor        |
| 1985 | A sárkány éve                             | Year of the Dragon                   | Stanley White                                    | Kőszegi Ákos           |
| 1986 | 9 és 1/2 hét                              | 9½ Weeks                             | John Gray                                        | Szabó Sipos Barnabás   |
| 1987 | Angyalszív                                | Angel Heart                          | Harry Angel                                      | Rátóti Zoltán          |
| 1987 | Törzsvendég                               | Barfly                               | Henry Chinaski                                   | Szakácsi Sándor        |
| 1987 | Ima egy haldoklóért                       | A Prayer for the Dying               | Martin Fallon                                    | Rátóti Zoltán          |
| 1987 | Ima egy haldoklóért                       | A Prayer for the Dying               | Martin Fallon                                    | Széles László          |
| 1988 | A hallgatag bunyós                        | Homeboy                              | Johnny Walker                                    | Faragó József          |
| 1988 | A hallgatag bunyós                        | Homeboy                              | Johnny Walker                                    | Görög László           |
| 1989 | Assisi Szent Ferenc                       | Francesco                            | Assisi Szent Ferenc                              | Szakácsi Sándor        |
| 1989 | Assisi Szent Ferenc                       | Francesco                            | Assisi Szent Ferenc                              | Fekete Ernő            |
| 1989 | Johnny, a jóarcú                          | Johnny Handsome                      | John Sedley (Johnny, a jóarcú) / Johnny Mitchell | Jakab Csaba            |
| 1990 | Vad orchideák                             | Wild Orchid                          | James Wheeler                                    | Szakácsi Sándor        |
| 1990 | A félelem órái                            | Desperate Hours                      | Michael Bosworth                                 | Felföldi László        |
| 1990 | A félelem órái                            | Desperate Hours                      | Michael Bosworth                                 | Juhász György          |
| 1990 | A félelem órái                            | Desperate Hours                      | Michael Bosworth                                 | Tarján Péter           |
| 1991 | Harley Davidson és Marlboro Man           | Harley Davidson and the Marlboro Man | Harley Davidson                                  | Szabó Sipos Barnabás   |
| 1992 | Fehér sivatag                             | White Sands                          | Gorman Lennox                                    | Bognár Zsolt           |
| 1994 | Fuss tovább, Wells!                       | F.T.W.                               | Frank T. Wells                                   | Rátóti Zoltán          |
| 1995 | Bűnbeesés ideje                           | Fall Time                            | Florence                                         | Kőszegi Ákos           |
| 1996 | Önpusztítók                               | Bullet                               | Butch 'Bullet' Stein                             | Szabó Sipos Barnabás   |
| 1996 | Vak szenvedély (Vörös köd)                | Exit in Red                          | Ed Altman                                        | Szakácsi Sándor        |
| 1997 | Nyerő páros                               | Double Team                          | Stavros                                          | Szabó Sipos Barnabás   |
| 1997 | 9 és 1/2 hét 2.                           | Love in Paris                        | John Gray                                        | Gáti Oszkár            |
| 1997 | Az esőcsináló                             | The Rainmaker                        | Bruiser „Csonttörő” Stone                        | Szakácsi Sándor        |
| 1998 | Buffalo '66, avagy Megbokrosodott teendők | Buffalo '66                          | bukméker                                         | Sinkovits-Vitay András |
| 1998 | Egy nehéz nap                             | Thursday                             | Kasarov                                          | Dörner György          |
| 1998 | Egy nehéz nap                             | Thursday                             | Kasarov                                          | Schneider Zoltán       |
| 1998 | Fegyencháború                             | Point Blank                          | Rudy Ray                                         | Dörner György          |
| 1999 | Rendőrbosszú                              | Out in Fifty                         | Jack Bracken                                     | Szakácsi Sándor        |
| 1999 |                                           | Shergar                              | Gavin O'Rourke                                   |                        |
| 2000 | Állati kiképzés                           | Animal Factory                       | Jan a színésznő                                  | Kálloy Molnár Péter    |
| 2000 | Get Carter                                | Get Carter                           | Cyrus Paice                                      | Kőszegi Ákos           |
| 2000 | Get Carter                                | Get Carter                           | Cyrus Paice                                      | Kőszegi Ákos           |
| 2000 | Get Carter                                | Get Carter                           | Cyrus Paice                                      | Bognár Tamás           |
| 2001 | Az ígéret megszállottja                   | The Pledge                           | Jim Olstad                                       | Fazekas István         |
| 2001 |                                           | The Follow (rövidfilm)               | férj                                             |                        |
| 2001 | Claire életre-halálra                     | Picture Claire                       | Eddie                                            | Rosta Sándor           |
| 2001 | Rovarinvázió (Az X invázió)               | They Crawl                           | Tiny Frakes                                      |                        |
| 2002 | A por                                     | Spun                                 | Szakács (kábítószer-készítő)                     | Haás Vander Péter      |
| 2003 | Az utolsó akkord                          | Masked and Anonymous                 | Edmund                                           | Oberfrank Pál          |
| 2003 | Volt egyszer egy Mexikó                   | Once Upon a Time in Mexico           | Billy Chambers                                   | Schneider Zoltán       |
| 2004 | A tűzben edzett férfi                     | Man on Fire                          | Jordan                                           | Gyabronka József       |
| 2005 | Sin City – A bűn városa                   | Sin City                             | Marv                                             | Rajhona Ádám           |
| 2005 | Domino                                    | Domino                               | Ed Mosbey                                        | Sörös Sándor           |
| 2006 | 001 – Az első bevetés                     | Stormbreaker                         | Darrius Sayle                                    | Barabás Kiss Zoltán    |
| 2008 | Hajsza                                    | Killshot                             | Armand "The Blackbird" Degas                     | Epres Attila           |
| 2008 | A pankrátor                               | The Wrestler                         | Robin Ramzinski / Randy 'The Ram' Robinson       | Schneider Zoltán       |
| 2008 | Az informátorok                           | The Informers                        | Peter                                            | Kőszegi Ákos           |
| 2010 | A 13-as                                   | 13                                   | Jefferson                                        | Sinkovits-Vitay András |
| 2010 | Vasember 2.                               | Iron Man 2                           | Ivan Vanko                                       | Dörner György          |
| 2010 | The Expendables – A feláldozhatók         | The Expendables                      | Tool                                             | Schneider Zoltán       |
| 2010 | Végjáték                                  | Passion Play                         | Nate Poole                                       | Schneider Zoltán       |
| 2011 | Fekete arany                              | Black Gold                           | Tom Hudson                                       |                        |
| 2011 | Halhatatlanok                             | Immortals                            | Hyperion király                                  | Barbinek Péter         |
| 2012 |                                           | Black November                       | Tom Hudson                                       |                        |
| 2012 | A futár                                   | The Courier                          | Maxwell                                          | Schneider Zoltán       |
| 2013 | Java Heat – Tüzes pokol                   | Java Heat                            | Malik                                            | Barbinek Péter         |
| 2013 | Pokoli egyezség                           | Dead In Tombstone                    | Blacksmith                                       | Schneider Zoltán       |
| 2014 | Sin City: Ölni tudnál érte                | Sin City: A Dame to Kill For         | Marv                                             | Faragó András          |
| 2015 | Ashby                                     | Ashby                                | Ashby                                            | Schneider Zoltán       |
| 2015 |                                           | Skin Traffik                         | Vogal                                            |                        |
| 2015 | A különleges alakulat                     | War Pigs                             | A.J. Redding ezredes                             | Gubányi György István  |
| 2015 |                                           | Blunt Force Trauma                   | Zorringer                                        |                        |
| 2016 | Tudatalatti hadviselés                    | Swap                                 | Clarence Peterson professzor                     |                        |
| 2018 |                                           | Tiger                                | Frank Donovan                                    |                        |
| 2018 |                                           | Nightmare Cinema                     | mozigépész                                       |                        |
| 2019 | Berlin, szeretlek                         | Berlin, I Love You                   | Jim                                              |                        |
| 2019 |                                           | Night Walk                           | Gary                                             |                        |
| 2020 |                                           | Adverse                              | Kaden                                            |                        |
| 2020 |                                           | Girl                                 | Chad Faust seriff                                |                        |
| 2020 |                                           | The Legion                           | Corbulo                                          |                        |
| 2021 |                                           | Take Back                            | Patrick / Jack                                   |                        |
| 2021 |                                           | Man of God                           | Paralyzed man                                    |                        |
| 2022 |                                           | The Commando                         | Johnny                                           |                        |
| 2022 |                                           | WarHunt                              | Maj. Johnson                                     |                        |
| 2022 |                                           | Hunt Club                            | Virgil                                           |                        |
| 2022 |                                           | Section 8                            | Earl Atherton                                    |                        |
| 2023 | Palace Hotel                              | The Palace                           | Bill Crush                                       |                        |
| 2024 |                                           | Not Another Church Movie             | Az ördög                                         |                        |
| 2024 |                                           | Jade                                 | Turk                                             |                        |

### Televízió
| Év   | Magyar cím                | Eredeti cím                         | Szerep                       | Magyar hang     | Megjegyzések                  |
| ---- | ------------------------- | ----------------------------------- | ---------------------------- | --------------- | ----------------------------- |
| 1980 | Pánik az első oldalon     | City in Fear                        | Tony Pate                    | Felföldi László | tévéfilm                      |
| 1980 | Testvéri szeretet         | Act of Love                         | Joseph Cybulkowski           | Széles László   | tévéfilm                      |
| 1980 |                           | Rape and Marriage: The Rideout Case | John Rideout                 |                 | tévéfilm                      |
| 1981 |                           | Hardcase                            | Perk Dawson                  |                 | próbaepizód                   |
| 1993 | Az utolsó törvényenkívüli | The Last Outlaw                     | Graff                        | Dörner György   | tévéfilm                      |
| 1998 | Sűrűbb, mint a vér        | Thicker Than Blood                  | Frank Larkin atya            | Szakácsi Sándor | tévéfilm                      |
| 2017 |                           | Dice                                | önmaga                       |                 | televíziós sorozat (1 epizód) |
| 2020 |                           | The Masked Singer                   | önmaga (versenyző) / Gremlin |                 | reality show (2 epizód)       |